# Sadcore
El sadcore es un subgénero de rock utilizado por los periodistas de música para describir ejemplos de rock alternativo así como indie rock, que se caracterizan por letras sombrías, melodías tristes y tiempos más lentos en comparación con otros estilos musicales. Se trata de una definición amplia y no describe un movimiento musical específico, de una escena o una moda. La guía de referencia AllMusic la describe como una música «por y para deprimidos». Sadcore es sinónimo del Slowcore, y ambos comparten la distinción de ser negados a menudo como una etiqueta por las bandas a las que describen.
La cantante estadounidense Cat Power es considerada la «Reina del Sadcore» por la página LA Weekly en el 2006. El periódico News Record utilizó el término para referirse a la banda británica Arab Strap, que describe su sonido como «muy parecido al de las bandas escocesas», describiéndolo como: «oscuro, frío, lluvioso y deprimente», así como «agresivo y sombrío», estableciendo así el sadcore como género musical.
En la actualidad una de las exponentes más sobresalientes del género es la neoyorquina Lana Del Rey. El sadcore se popularizó tras el debut de esta cantante.

## Algunos artistas del sadcore
| - American Music Group - Arab Strap - C-Clamp - Clann Zú - Cigarettes After Sex - Dakota Suite - Daughter - Devics - Drowse - Earlly Days Miners - Faith & Disease - Iroha - Kepler - Lana Del Rey - Landing - Low (banda) - Nicole Dollanganger - Rivulets | - The American Analog Set - The Czars - The Decling Winter - The Gloria Record - The Grand Opening - The Low Lows - The New Year - The White Birch - Pacific UV - Rex - Seam - Seekonk - Soft Kill - Sophia - Sparklehorse - Tram - Shiloh |